# Sotsydhake
Sotsydhake (Peneothello cryptoleuca) är en fågel i familjen sydhakar inom ordningen tättingar.

## Utbredning och systematik
Sotsydhake delas in i tre underarter med följande utbredning:
- P. c. cryptoleuca – nordvästra Nya Guinea (Tamrau och Arfak)
- P. c. albidior – Nya Guinea (Weyland, Gauttier och Nassau)
- P. c. maxima – Västpapua (Kumawa)

## Status
IUCN kategoriserar arten som livskraftig.